# Raúl Rettig
Mauricio Raúl Rettig Guissen (Temuco, 26 de mayo de 1909-Santiago, 30 de abril de 2000) fue un profesor normalista, abogado y político chileno de ascendencia alemana. Miembro del Partido Radical (PR), el que presidió en tres ocasiones (1950-1951; 1959-1961 y 1961-1962). Entre 1938 y 1939, se desempeñó como subsecretario del Interior y en 1940, como subsecretario de Relaciones Exteriores, durante el gobierno del también radical presidente Pedro Aguirre Cerda. Posteriormente, fue senador de la República durante el periodo legislativo 1949-1957 y catorce años después, bajo la administración del socialista Salvador Allende, ejerció como embajador de Chile ante Brasil, desde 1971 hasta 1973. Por último, presidió la «Comisión Nacional de Verdad y Reconciliación» —organismo creado con el objeto de contribuir al esclarecimiento global de la verdad sobre las violaciones a los derechos humanos cometidas entre el 11 de septiembre de 1973 y el 11 de marzo de 1990— durante el primer año de la presidencia del demócrata cristiano Patricio Aylwin.

## Biografía

### Primeros años y familia
Hijo de los descendientes alemanes Enrique Rettig Gómez y Carmen Guissen. A la muerte prematura de sus padres quedó al cuidado de unas tías solteras que vivían en Pitrufquén.
En 1918, a los nueve años, sus tías debieron trasladarse a Angol encargándole su cuidado y educación a Luis Alberto Arriagada, a quien llamó "padrino". Debió trasladarse a Valdivia y dejó Pitrufquén para siempre. Su cuidador fue una gran influencia en su naciente pensamiento político inculcándole la doctrina radical.
El 21 de marzo de 1937, a los veintiocho años, se casó con Graciela Coddou Benimelis, con quien tuvo una sola hija, Valentina. Enviudó de su primera esposa y en 1968, se casó con Ángela Claramunt quien a su vez era viuda de su cuñado, Alberto Coddou. Es tío abuelo del abogado Rodrigo Rettig. 

### Estudios y vida laboral
Cursó su educación primaria en el Liceo de Valdivia donde fue compañero de Salvador Allende. A los trece años dejó Valdivia y volvió a Angol con sus tías donde cursó cuarto año de humanidades en el Liceo de dicha ciudad. Posteriormente, fue enviado a la Escuela Normal de Victoria donde tomó contacto con profesores cercanos a la corriente anarquista.
Como estudiante de la Escuela Normal fue opositor al gobierno del liberal Arturo Alessandri pues consideraba que no cumplía con las demandas de los profesores. A esto, se sumaron sus actividades como anarquista y algunas publicaciones que realizó en contra de los militares. Debido a lo anterior, fue sancionado por el Consejo de Profesores que retrasó su nominación como profesor (la cual se hizo efectiva en 1925). En ese tiempo trabajó como boletero en un circo, vendedor de carbón vegetal y reportero en el diario El Sur en Concepción. Recién en 1927, cuatro años después de estar en condiciones de impartir clases, fue nombrado profesor en una escuela en la comuna de Río Bueno.
Posteriormente, ingresó a estudiar derecho en la Escuela de Leyes en la Universidad de Concepción. Allí se destacó como el mejor alumno de su promoción y fue galardonado con el Premio D' Ambrossy. Se tituló de abogado en 1935 con la tesis: Filosofía Jurídica de Tomás Hobbes.
Una vez titulado, ejerció como abogado en Concepción y luego en 1958, fue profesor de Filosofía del Derecho en la Universidad de Chile.

## Trayectoria política
Durante su paso por la Universidad de Concepción fue miembro de la Federación de Estudiantes de dicho establecimiento, iniciando así una larga trayectoria política.
Autodefinido como republicano, antitotalitarismo y anticomunismo, luego de abandonar las ideas anarquistas por considerarlas "adolescentes e inmaduras", en 1930 pasó a integrar las filas del Partido Radical (PR) y desde 1931, encabezó la Asamblea Radical de Concepción, siendo encargado de dirigir la campaña presidencial de Pedro Aguirre Cerda, en 1938. En 1950, asumió la presidencia de la colectividad, hasta 1951.
Se desempeñó entre 1938 y 1939 como subsecretario del Interior y después, en 1940, como subsecretario de Relaciones Exteriores, actuando hasta el final del gobierno del presidente radical. Posteriormente, fue designado por el mismo Aguirre Cerda como director general de Informaciones y Extensión Cultural y director delegado fiscal de la Compañía de Teléfonos de Chile (CTC).
En las elecciones parlamentarias de 1949 fue elegido senador de la República por la 8.ª agrupación provincial, correspondiente a Biobío, Malleco y Cautín, por el periodo legislativo 1949-1957. En aquel periodo fue senador reemplazante en la Comisión Permanente de Constitución, Legislación y Justicia. Integró la Comisión Permanente de Educación Pública; y la de Trabajo y Previsión Social. También formó parte de la Comisión Mixta Especial (entre 1949 y 1950); y de la Comisión de Recepción al Presidente de la República al Congreso Pleno (en 1951). Entre 1955, 1956 y 1957, fue miembro del Comité parlamentario del PR. Entre 1959-1961 y, luego 1961-1962, ejerció nuevamente la presidencia del PR.
Durante su labor parlamentaria presentó mociones legislativas que más tarde se convirtieron en ley como: la Ley N° 9.580 del 8 de marzo de 1950 sobre amnistía a participantes de huelgas ilegales; la Ley Nº10.543 del 26 de septiembre de 1952 que otorgó beneficios al personal de Escalafón Judicial de Tribunales del Trabajo; y la Ley N°11.675 del 3 de noviembre de 1954 sobre la concesión de terrenos para tribunales de menores en el Poder Judicial.
Estando en el Senado, el 6 de agosto de 1952 fue partícipe de un fuerte enfrentamiento con su par Salvador Allende, por discrepancias técnicas en materias laborales. El intercambio de opiniones terminó en un duelo a muerte con arma de fuego desarrollado en la comuna de Macul. Posteriormente al encuentro, volvieron a ser amigos.
Años más tarde, -en noviembre de 1970- cuando Allende era presidente de Chile, le ofreció un cargo diplomático en las embajadas de Chile en la Unión Soviética, Brasil o México. En 1971, fue designado embajador de Chile en Brasil cargo que mantuvo hasta el golpe de Estado de 1973.
Se incorporó a la Social Democracia en 1979, y después en 1983, pero luego de un quiebre con la directiva del partido fundó el Movimiento Unitario Social Demócrata en 1986, el cual se incorporó al Partido Radical en ese mismo año. Entre 1985 y 1987 fue presidente del Colegio de Abogados de Chile, siendo su amigo Patricio Aylwin el vicepresidente de la mesa directiva.
En 1990, a comienzos del gobierno de Aylwin fue nombrado presidente de la Comisión Nacional de Verdad y Reconciliación, encargada de emitir un informe —conocido como "Informe Rettig"— sobre las violaciones a los derechos humanos cometidas durante la dictadura militar del general Augusto Pinochet.
Durante sus últimos años fue miembro de número de la Academia Chilena de Ciencias Sociales, Políticas y Morales. Rettig falleció el 30 de abril de 2000 en Santiago, en su casa en compañía de sus familiares, a causa de un paro cardiorespiratorio. Sus restos fueron velados en la capilla del cementerio Parque del Recuerdo de Santiago, en tanto el presidente Ricardo Lagos decretó duelo nacional por tres días.

## Historial electoral

### Listado de senadores 1949-1953
Las agrupaciones provinciales que escogían senadores en esta elección para el período 1949-1957 fueron: Atacama y Coquimbo; Santiago; Curicó, Talca, Linares y Maule; y Biobío, Malleco y Cautín.
En el cuadro de distribución se encuentran marcados en celdas oscuras y negrilla aquellos escaños que se eligieron en esta elección. Las restantes provincias en el listado que a continuación se entrega, corresponden a los senadores del período 1945-1953.

### Elecciones parlamentarias de 1969
- Elecciones parlamentarias de 1969, candidato a senador por la 9.ª Agrupación Provincial, Valdivia, Osorno y Llanquihue.[8]